# 台鐵代用行李車

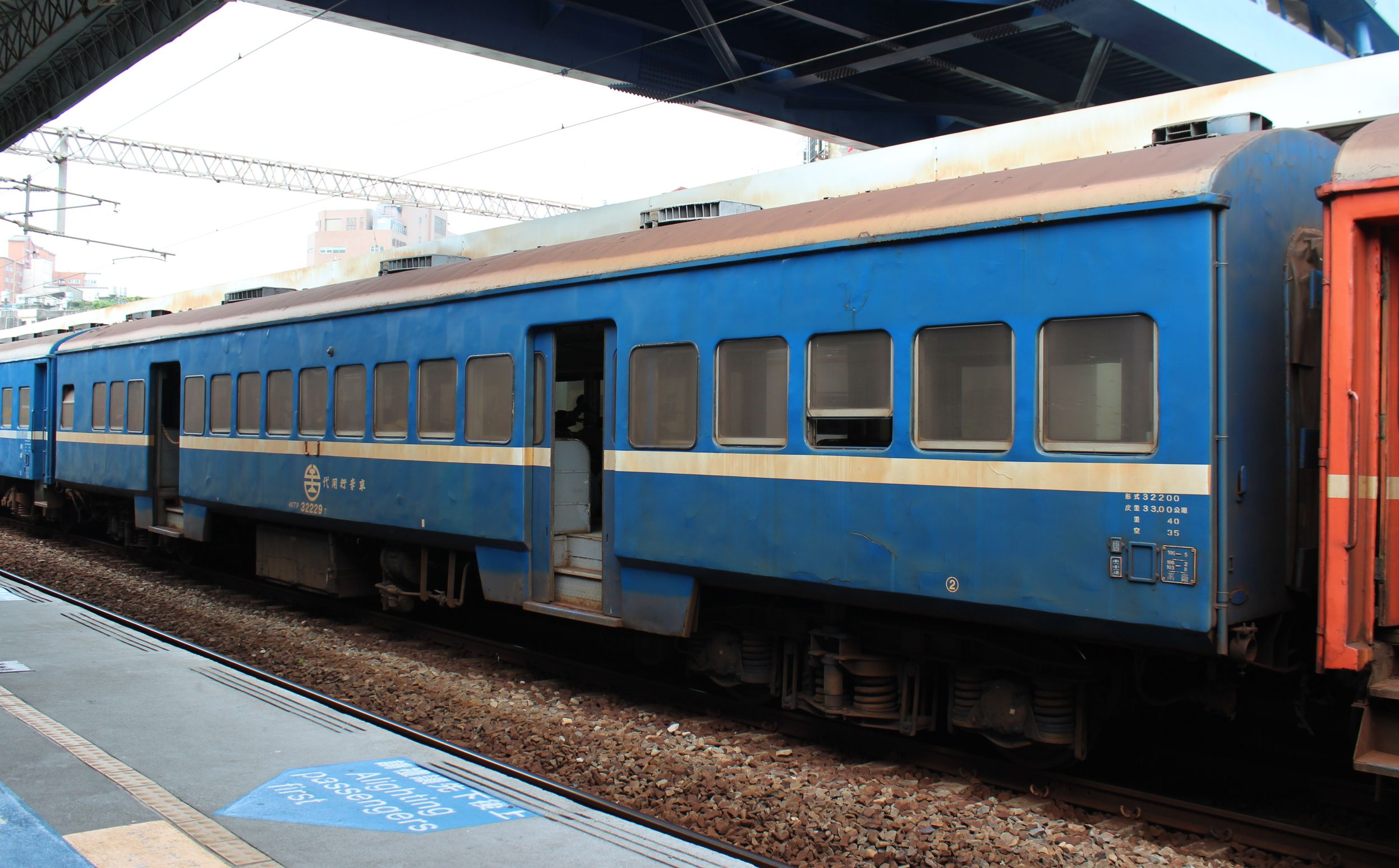

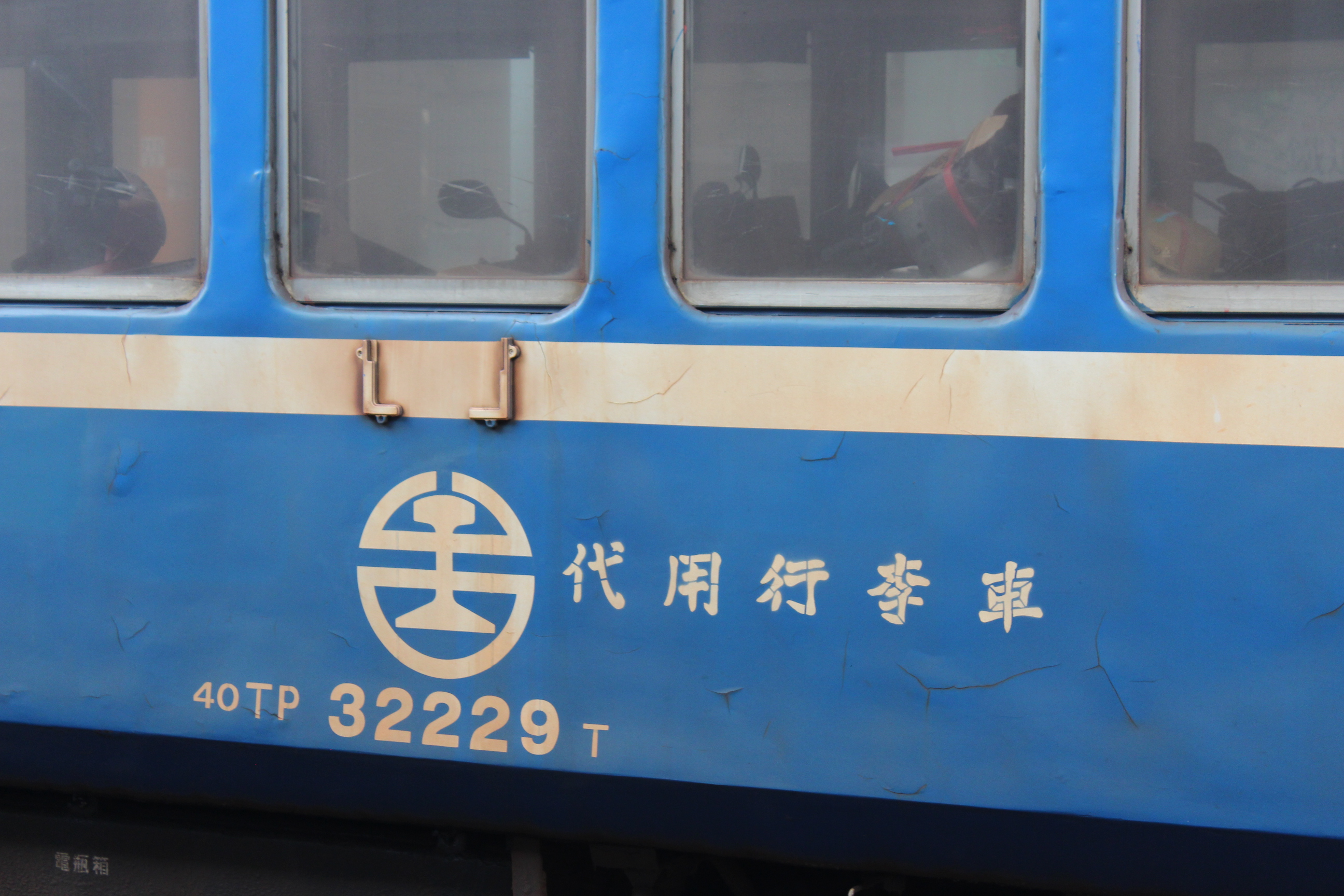
32200型代用行李車於彰化車站

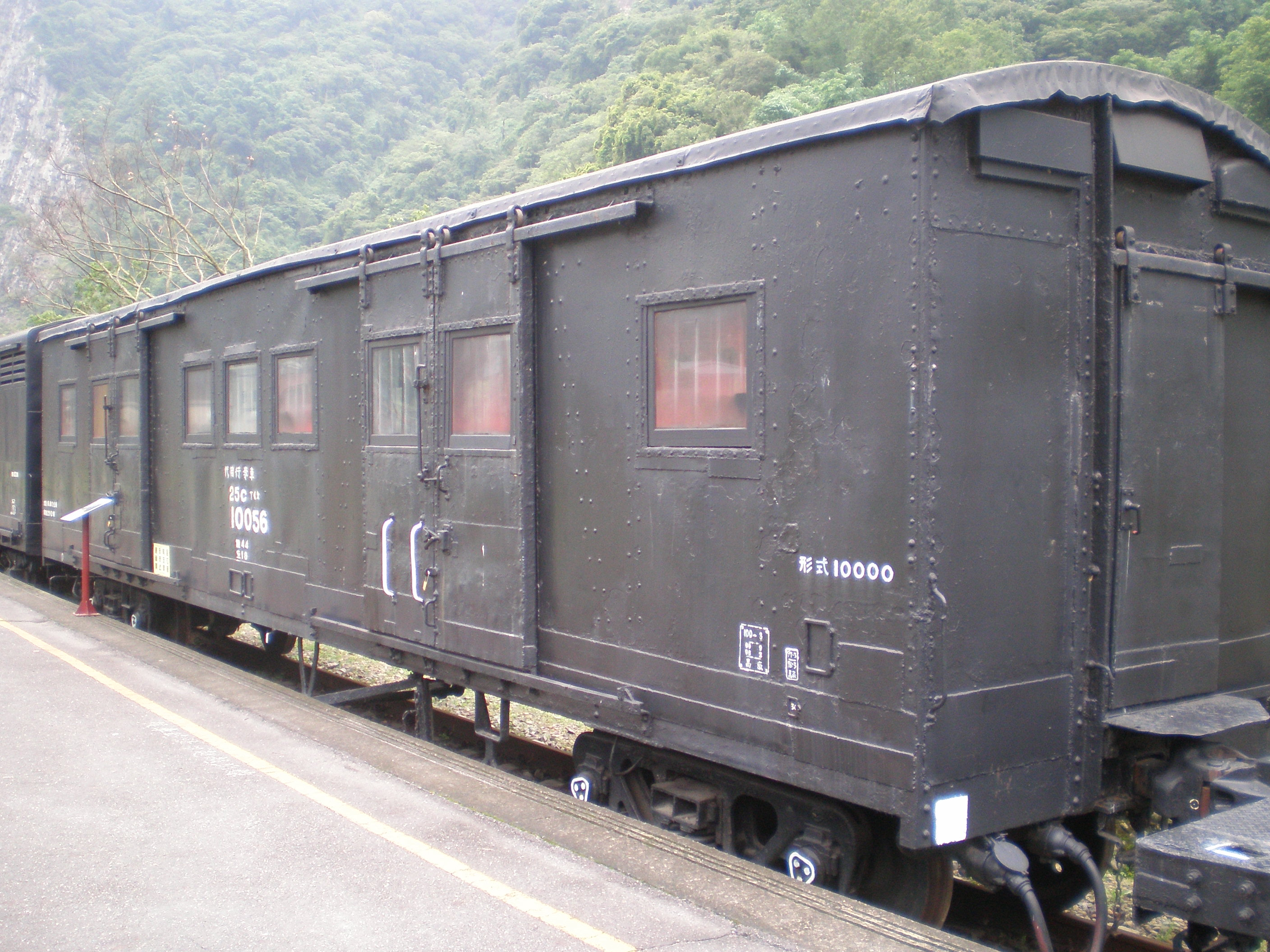
25C10000型代用行李車於車埕車站

台鐵代用行李車最初起源於1939年購入的50輛25噸有蓋蓬車，是客貨車混造的兩用車種。最後使用代用行李車的列車為行包專車與開往蘇澳有辦行包的少數普通車（普通車掛有代用行李車時，牽引種別受其限制，為客丙速最高時速75公里）。

## 構造
台鐵代用行李車中編為25C10000型的鋼皮蓬車，每邊各設兩扇1.7m寬的雙開拉門，含車門窗共有9個玻璃窗。車廂兩端連通處設有一般貨車所無的70cm拉門，方便貫通。最初裝設的轉向架為相當古老的TR-76型菱形轉向架，後來才改為新式轉向架。

## 歷史
台灣鐵路管理局於1949年到1950年年間裝配了60餘輛的「代用客車」25TTP10000型，就是25噸有蓋蓬車於內部加設木板長條椅而成。並把台灣日治時期已購入者加以改造，故「代用客車」（代用為三等客車）的總輛數，於1950年有125輛之多。
於1951年時台鐵又建造2輛，1953年時再建造8輛，1960年再建造11輛。但之後逐年減少，在1957年以後總數量一直少於50輛。
這些台鐵型式25TTP10000型的代用客車，並非報廢消失，而是改回貨車形式的25C10000型，做為「代用行李車」。因為它的車身結構與設備均比不上正規行李車，所以沿續「代用」的名號，做為「代用行李車」掛於旅客列車或行包專車之中。

## 型式
至今為止，目前臺灣鐵路管理局擁有代用行李車，型式如下：
- 25C10000型：台鐵早年最初的有蓋篷車所改造而來，數量極為稀少，是目前所有代用行李車中的元老。
- 35TP(K)32700型：原為普通車，自1998年5月26日西部幹線普通車停駛後，許多35TP(K)32700型與35TP(K)32800型被改為代用行李車
- 35TP(K)32800型：原為普通車
- 35TP(K)32850型：原為普通車
- 40TP(K)32200型：原為普通車，一樣自1998年起開始進行改造，也成為代用行李車之一。部分內裝的通勤長條椅仍然保留一小部分提供隨車人員乘坐休息之用。

此外，35TP(K)32700型與35TP(K)32800型代用行李車到2011年之後已經全數停用，目前可見的行包專車基本上編組除專用行李車之外就是印度製40TP(K)32200型以及日本車輛製的35TP(K)32850型。

## 外部連結
- 福田孝行の貨車ホームぺージ